# عبد الله محمد شاه الثاني
السلطان عبد الله محمد شاه الثاني ابن السلطان جعفر صفي الدين معظم شاه ولي الله (21 سبتمبر 1842 - 22 ديسمبر 1922) سلطان فيرق السادس والعشرين. كانت فيرق في ذلك الوقت جزءًا من ولايات الملايو الاتحادية الخاضعة للإدارة البريطانية. ولعب لاحقًا دورًا بارزًا في تبني نشيد الدولة لفيرق الذي استُخدم لاحقًا كنشيد وطني لماليزيا.
عاش السلطان عبد الله لفترة في سنغافورة ثم في بينانق. في عام 1922، سُمح له بالعودة إلى كوالا كنغسار، حيث توفي بعد فترة وجيزة في 22 ديسمبر 1922. تم دفنه في بوكيت تشاندان.